# Зейдель, Август
Авгу́ст Зе́йдель (нем. August Seidel; 5 октября 1820, Мюнхен, королевство Бавария — 2 сентября 1904, Мюнхен, королевство Бавария) — немецкий художник, пейзажист, брат Франца Зейделя.

## Биография
Учился в Королевской академии изобразительных искусств, а также у Карла Ротмана. В 1845 году путешествовал по Италии, а в 1863 году побывал в Париже. Рисовал пейзажи, часто изображал предгорья Баварских Альп. Находился под влиянием Джона Констебла и художников барбизонской школы.
Работы Зейделя находятся в Новой пинакотеке в Мюнхене, музее Вроцлава и др.